# Erada
Erada est une commune urbaine malgache située dans la partie centre-est de la région d'Androy.